# فرودگاه اسکس
فرودگاه اسکس (به انگلیسی: Essex Airport) یک فرودگاه همگانی است که یک باند فرود چمن دارد و طول باند آن ۵۹۰ متر است. این فرودگاه در شهر اسیکس، کانادا کشور کانادا قرار دارد و در ارتفاع ۱۸۹ متری از سطح دریا واقع شده است.